# 전반사

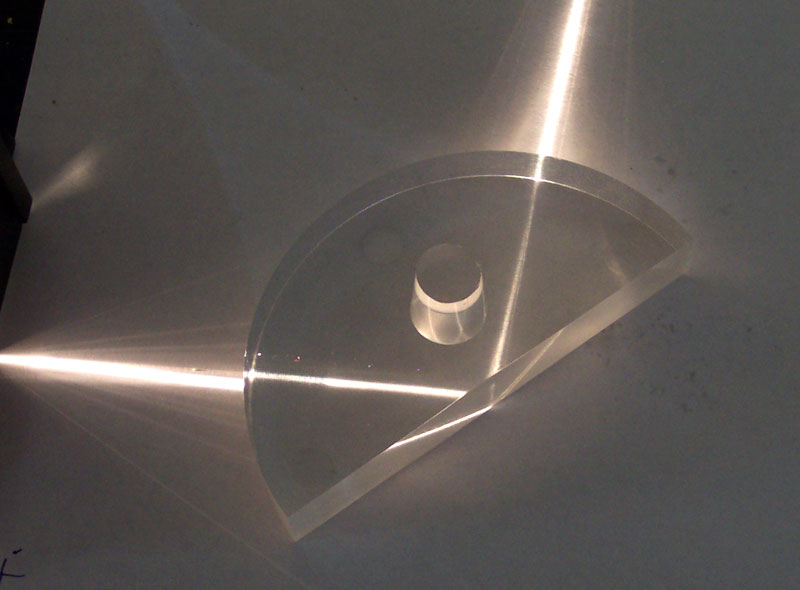

전반사(全反射, total reflection)는 빛이 특정면에서 100% 반사되는 것을 가리킨다.
예를 들어 유리에 부딪히는 빛의 입사각이 임계각보다 클 경우 빛은 그 유리를 투과하지 못하고 100% 반사된다. 이러한 현상을 전반사라 한다.
전반사를 응용한 것으로 광케이블, 사진기의 펜타프리즘 등이 있다.
전반사는 표면의 법선에 대한 파동의 입사각이 특정한 임계각(critical angle)보다 클 때 발생하는 현상이다. 굴절률(refractive index)이 경계면에서 낮아질 때, 입사각(incident angle)이 임계각보다 클 경우에 파동은 매질을 통과하지 못하고 모두 반사된다. 임계각은 이러한 전반사가 일어나는 입사각의 최소값이다. 이는 일반적으로 광학적 현상으로 빛과 관련되어 있으나, 전자기파(electromagnetic waves) 혹은 음파와 같은 여러 가지 파동과도 연관되어 있다. 파동이 다른 굴절률을 가진 다른 매질의 경계에 도달하면 파동은 일반적으로 부분적으로 표면에서 굴절되기도 하고 반사되기도 한다. 하지만 만약 입사각이 임계각보다 클 경우에 (예를 들면 매질의 경계에 거의 평행하게 입사할 경우에) 빛은 경계를 넘어가지 못하고 완전히 안쪽으로 굴절되어 버린다. 이는 높은 굴절률을 가진 매질에서 낮은 굴절률을 가진 매질로 진행할 때만 발생한다. 예를 들면 빛이 유리에서 공기로 향할 때는 발생하지만, 공기에서 유리로 향할 때는 발생하지 않는다.

## 광학적 설명
빛의 전반사는 반원형 유리나 플라스틱을 사용해서 실험해볼 수 있다. ‘광선 박스(ray box)’는 유리 매질에 광선을 쏜다. 반원 모양은 편평한 모양의 중심을 향하는 광선이 곡면의 직각을 향하도록 만들 수 있다. 이것은 곡면의 물/유리 경계에서 굴절이 일어나는 것을 방지할 수 있다. 편평한 표면의 물/유리 경계에서는 각도에 따라 다른 일이 일어난다. θc를 표면의 법선으로부터 측정된 임계각이라고 할 때 :
θ < θc이면, 광선은 나뉜다. 일부는 경계에서 반사되고, 일부는 뚫고 지나가며 굴절될 것이다. 이것은 전반사가 아니다
θ > θc이면, 광선은 경계에서 전적으로 반사된다. 완전히 굴절되어 전혀 통과할 수 없다. 이것을 전반사라고 한다.
이러한 물리적 특성은 광섬유를 유용하게 하고 프리즘 쌍안경을 가능하게 한다. 그리고 다이아몬드가 일반적이지 않은 높은 굴절률을 가졌기 때문에 특히 더 반짝거린다.

## 임계각
임계각은 전반사가 일어나는 최소 입사각이다. 입사각은 반사 경계면의 법선으로부터 측정한다. 빛이 유리에서 공기로 진행한다고 생각해보자. 빛은 경계면에서 유리를 향해 휜다. 입사각이 충분히 커질 때 공기로 굴절된 각은 90도에 가까워진다. 이 지점은 빛이 공기로 전달되지 않는 지점이다. 임계각 θc는 스넬의 법칙에 의해 n1sinθi = n2sinθt를 만족한다.
그리고 우리는 이러한 공식을 얻을 수 있다.
{\displaystyle n_{1}\sin \theta _{i}=n_{2}\sin \theta _{t}}
임계각을 찾기 위해 우리는 θt가 90도가 되는 θi, 즉 sinθt는 1이 되는 지점을 찾으면 된다. 그리고 이렇게 나온 θi가 θc 임계각이 되는 것이다.
이제 우리는 θi에 대해 정리할 수 있고 임계각을 찾을 수 있다
{\displaystyle \theta _{c}=\theta _{i}=\arcsin \left({\frac {n_{2}}{n_{1}}}\right),}
입사각이 정확히 임계각이면, 굴절각은 입사한 지점에서 경계에의 탄젠트 값이다. 예를 들어 가시광선이 1.5의 굴절률을 가지는 아크릴 유리에서 1.0의 굴절률을 가지는 공기로 진행할 때 임계각은 다음과 같다.
{\displaystyle \theta _{c}=\arcsin \left({\frac {1.00}{1.50}}\right)=41.8{}^{\circ }}
빛의 입사각이 41.8도보다 작으면 부분적으로 진행하지만 41.8도보다 크면 전반사할 것이다. 만약 n2/n1이 1보다 크면 arcsin값은 정의되지 않는다. 즉 전반사는 굉장히 작은 입사각에서도 일어나지 않는다/ 따라서 임계각은 n2/n1이 1보다 작거나 같을 때만 발생한다.

## 간섭된 전반사
전반사가 발생한 경계면에서 굴절률이 낮은 쪽에 또 다른 굴절률이 높은 물질을 가까이 가져가 전반사를 불완전하게 만들 수 있다. 전반사는 경계에서 모든 빛이 반사하는 것처럼 보이지만 사실 굴절률이 낮은 쪽에 미세한 빛이 침입하고 있다. 그래서 여기에 굴절률이 높은 또다른 물질을 접근시켜서 전반사를 방해하는 것이다. 이 현상을 반투명 거울이나 프리즘 결합기 등으로 이용한다.

## 일상에서의 예시
굴절률이 전반사는 수영 중에, 혹은 수면 아래에서 눈을 뜨고 있을 때 관찰 할 수 있다. 물이 잔잔할 때 표면은 마치 거울처럼 보인다. 보석에 사용되는 다이아몬드는 전반사가 최대로 일어나는 모양으로 만들어진다. 매우 높은 굴절률의 다이아몬드는 그 내부로 들어온 빛이 최대한 전반사가 일어나게 해 특히 반짝거릴 수 있게 한다.

## 전반사가 일어나는 조건
속력이 느린 매질에서 속력이 빠른 매질로 굴절될 때와 입사각이 임계각 보다 클 때 일어난다.

## 같이 보기
- 감쇠장
- 프레넬 방정식
- 프레넬 렌즈
- 광섬유
- 편광
- 내부전반사형광현미경